# Zethus coloratus
Zethus coloratus är en stekelart som beskrevs av Fox 1899. Zethus coloratus ingår i släktet Zethus och familjen Eumenidae. Inga underarter finns listade i Catalogue of Life.